# Castelnuovo Scrivia
Castelnuovo Scrivia (piemontiul: Castelneuv Scrivia) település Olaszországban, Piemont régióban, Alessandria megyében. Lakosainak száma 4862 fő (2023. január 1.). Castelnuovo Scrivia Alzano Scrivia, Casei Gerola, Guazzora, Isola Sant’Antonio, Molino dei Torti, Pontecurone, Sale és Tortona községekkel határos.

## Népesség
A település lakossága az elmúlt években az alábbi módon változott:
| Lakosok száma | 5247 | 5193 | 4862 |
|               | 2017 | 2018 | 2023 |